# لیدیا لانچ
لیدیا لانچ (انگلیسی: Lydia Lunch؛ زادهٔ ۲ ژوئن ۱۹۵۹) موسیقی‌دان، خواننده، شاعر و نویسندهٔ اهل ایالات متحده آمریکا است که با حلقهٔ موسیقی نو ویو نیویورک شناخته می‌شود. وی از سال ۱۹۷۶ میلادی تاکنون مشغول فعالیت بوده‌است.